# Elyas ibn Asad
Pour les articles homonymes, voir Asad.
Ilyas ibn Asad (mort en 856) était un dirigeant Samanide d'Herat (819-856). Il était l'un des 4 fils d'Asad.
En 819 Nuh se voit confier la direction de la ville de Samarcande par le gouverneur du Khorassan du Calife Al-Ma'mun, Ghassan ibn 'Abbad, en récompense pour son soutien contre le rebelle Rafi' ibn Laith. Contrairement à ses trois autres frères, Ilyas n'obtient pas la direction d'une ville en Transoxiane. Quand il meurt en 856, le contrôle d'Herat est confié à son fils Ibrahim.